# Pterolonche gozmaniella
Pterolonche gozmaniella é uma espécie de insetos lepidópteros, mais especificamente de traças, pertencente à família Pterolonchidae.
A autoridade científica da espécie é Vives, tendo sido descrita no ano de 1984.
Trata-se de uma espécie presente no território português.